# III. třída okresu Kolín
III. třída okresu Kolín patří společně s ostatními třetími třídami mezi deváté nejvyšší fotbalové soutěže v Česku. Je řízena Okresním fotbalovým svazem Kolín. Hraje se každý rok od léta do jara se zimní přestávkou. Hraje se ve dvou skupinách (označených A a B), každá skupina má 14 účastníků (celkem tedy 28 týmů) z okresu Kolín, každý s každým hraje jednou na domácím hřišti a jednou na hřišti soupeře. Celkem se tedy hraje 24 kol. Vítěz každé ze skupin postupuje do II. třídy okresu Kolín.

## Vítězové

### III. třída okresu Kolín skupina A
| Ročník    | Vítězný tým           |
| --------- | --------------------- |
| 2003/2004 | SK Nebovidy           |
| 2004/2005 | TJ Sokol Veletov      |
| 2005/2006 | SK Konárovice         |
| 2006/2007 | FK Kolín „B“          |
| 2007/2008 | TJ Sokol Starý Kolín  |
| 2008/2009 | Sokol Týnec nad Labem |
| 2009/2010 | SK Nebovidy           |
| 2010/2011 | FK Polepy „B“         |
| 2011/2012 | FK Čeřvené Pečky „B“  |
| 2012/2013 | TJ Sokol Volárna      |
| 2013/2014 | SK Krakovany          |
| 2014/2015 | TJ Sokol Plaňany      |
| 2015/2016 | SK Žiželice           |
| 2016/2017 | FC Velim „B“          |
| 2017/2018 | TJ Tři Dvory          |
| 2018/2019 |                       |

### III. třída okresu Kolín skupina B
| Ročník    | Vítězný tým          |
| --------- | -------------------- |
| 2003/2004 | TJ Kouřim            |
| 2004/2005 | SK Vyžlovka          |
| 2005/2006 | TJ Liblice           |
| 2006/2007 | TJ Nučice            |
| 2007/2008 | SK Třebovle          |
| 2008/2009 | SK Břežany II        |
| 2009/2010 | TJ Liblice           |
| 2010/2011 | TJ Sokol Zásmuky „B“ |
| 2011/2012 | AFK Pečky            |
| 2012/2013 | TJ Nučice            |
| 2013/2014 | FC Jevany            |
| 2014/2015 | SK Český Brod „B“    |
| 2015/2016 | SK Bečváry           |
| 2016/2017 | TJ Sokol Dobré Pole  |
| 2017/2018 | SK Český Brod „C“    |
| 2018/2019 |                      |